# Progressive country
Il progressive country (conosciuto anche come redneck rock) è un genere musicale sviluppatosi negli Stati Uniti d'America alla fine degli anni 1960. Ispirato alle canzoni d'autore introspettive di Bob Dylan, alla southern music, al rock & roll e al classico honky tonk, il progressive country nasce in Texas come reazione al sound sempre più commerciale che stava assumendo il tradizionale country della scena di Nashville, in Tennessee.

## Alcuni artisti progressive country[3]
- Dolly Parton
- Willie Nelson
- Emmylou Harris
- The Nitty Gritty Dirt Band
- Joe Ely
- Waylon Jennings
- Nanci Griffith
- John Hartford
- Jerry Reed
- Townes Van Zandt
- Clarence White
- Joe Diffie
- Kris Kristofferson
- Jerry Jeff Walker
- Guy Clark
- Dan Hicks
- Robert Earl Keen, Jr.
- David Allan Coe
- Mickey Newbury
- Gary Stewart

- Butch Hancock
- Charlie Rich
- Billy Joe Shaver
- Bobby Bare
- Gary Morris
- Tom T. Hall
- Jimmie Dale Gilmore
- Raul Malo
- The Forester Sisters
- The Glaser Brothers
- Katy Moffatt
- Michael Martin Murphey
- Steve Azar
- Ray Wylie Hubbard
- John McEuen
- Ray Kennedy
- Michael Murphy
- Michael Hall
- Ed Bruce